# Daniel Polliand
Daniel Polliand, né à Veyrier en 1938, est un artiste suisse.

## Parcours artistique
Son parcours artistique commence à l'âge de 17 ans, au milieu des années 1950, avec la rencontre du sculpteur carougeois François Baud. Il travaille dans l'atelier de cette figure emblématique du Groupe de Saint-Luc. Cette association artistique spécialisée dans l'art sacré, qui prônait un retour aux ateliers de sculpture du Moyen Âge, a été très en vue à la fin des années 1930. Il y apprend le moulage et la taille de la pierre. En 1959, il obtient son diplôme à l'École des beaux-arts de Genève puis le Prix Lissignol et participe à sa première exposition collective au Théâtre de la Cour Saint-Pierre de Genève. Il prend part, avec François Baud, Fernand Bovy, Alexandre Meylan et Albert Rouiller, à la restauration des sculptures de la façades du Grand-Théâtre de Genève. Au début des années 1960, il part pour l'Espagne afin de perfectionner son art chez le sculpteur Charles Collet, artiste genevois installé à Barcelone. En 1962, il inaugure sa première exposition personnelle à la Galerie Connaître à Genève.  De 1964 à 1965, il devient professeur de sculpture à l'École des beaux-arts de Conakry, République de Guinée. Il revient s'installer en Suisse pendant plus de vingt ans à Carouge (Genève). En 1969, il rencontre l'architecte Paul Waltenspühl (1917-2001), protagoniste du renouveau de la scène architecturale suisse dans le second après-guerre. Daniel Polliand participe, avec ses œuvres, aux aménagements extérieurs de plusieurs de ses réalisations architecturales, notamment, l'École en Sauvy, l'École de la Caroline à Lancy et l'École du Belvédère à Chêne-Bougeries. En 1977, il gagne un concours pour l'aménagement extérieur de l'école Pâquis-Centre, réalisation de l'architecte Jean-Jacques Oberson. Il y installe trois sculptures monumentales en marbre : La Lionne, Le Rhinocéros et l'Éléphant debout. En 1984, La ville de Genève acquiert une sculpture en marbre blanc : Le Silence du philosophe pour l'aménagement du square de la Comédie. En 1986, Il gagne un concours organisé par l'Union de banques suisses pour la décoration d'un centre commercial Confédération Centre à Genève. Il récompense la création d'une grande sculpture nommée Croque-Monsieur. Cette sculpture jugée trop monumentale et légèrement choquante finira par être installée dans l'enceinte de la piscine du Grand-Lancy et sera rebaptisée Croque-Soleil.
« ..., les sculptures de Polliand semblent faites pour être apprivoisées par les enfants. Ses œuvres sont généralement sculptées en taille directe sur du marbre ou du granit, ses matériaux de prédilection. Compactes, elles présentent des formes simplifiées à la symétrie marquée et aux détails stylisés. Si la nature hybride de ses personnages chimériques enchante l’imagination enfantine, elle déconcerte parfois aussi les spectateurs adultes. »
— Justine Moeckli, Artistes à Genève : De 1400 à nos jours / sous la dir. de Karine Tissot, Genève : L'APAGe : Notari, 2010,  (ISBN 9782940408153)

## Réalisations

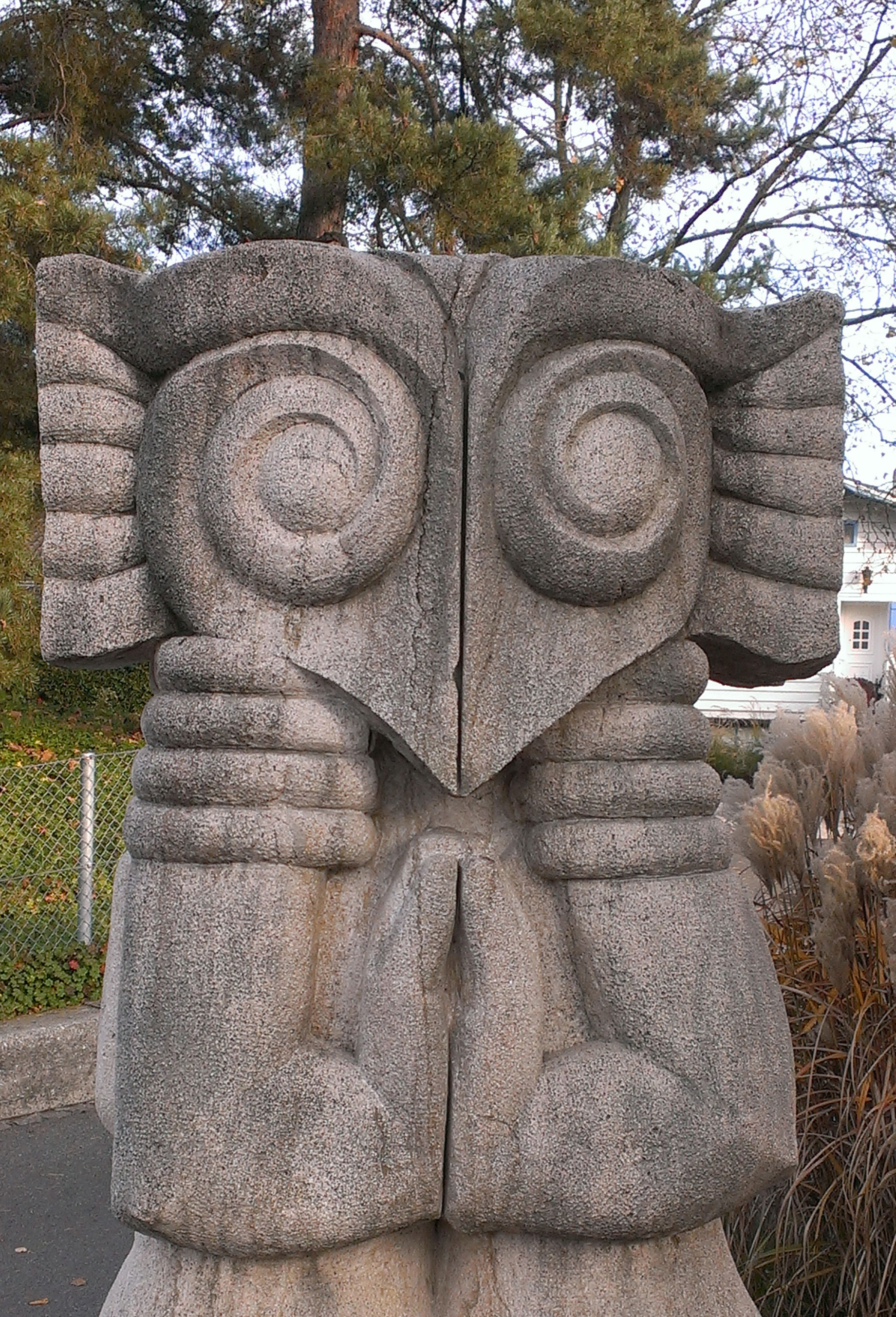
Hibou, 1975.
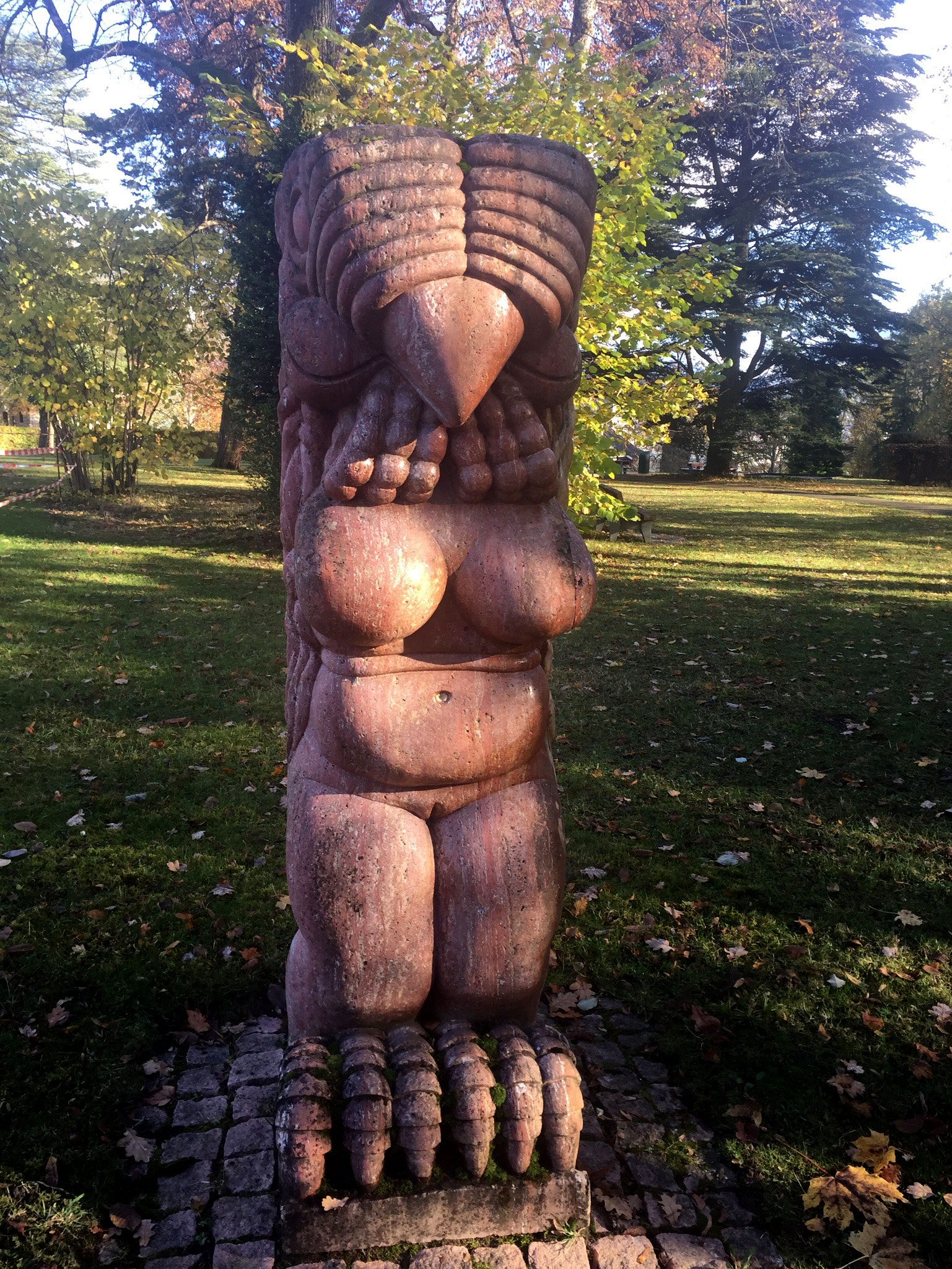
Cérès, 1982.
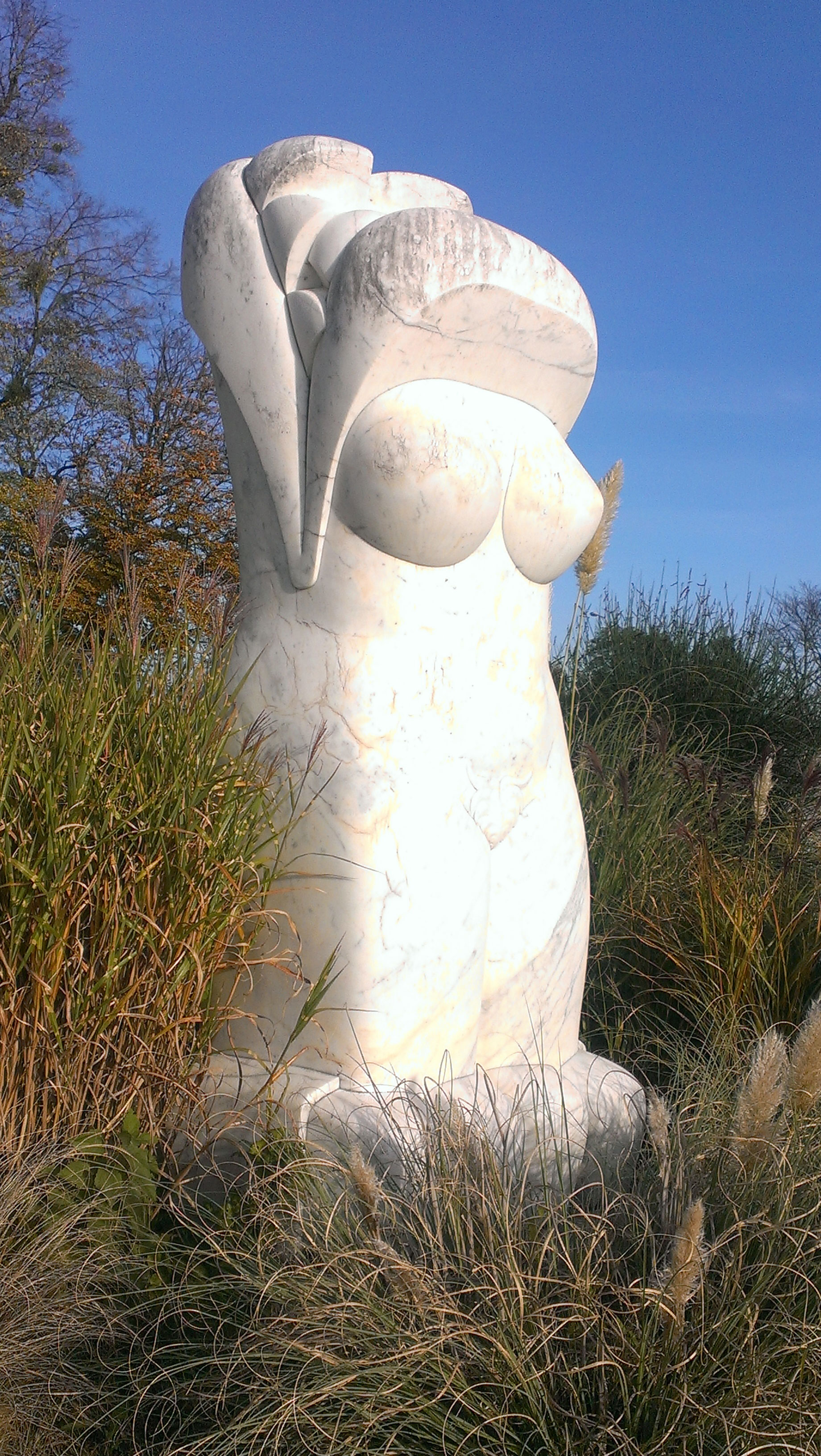
Croque-Soleil, 1986.

Béton, école de la Caroline, Petit-Lancy, Genève, 1968.
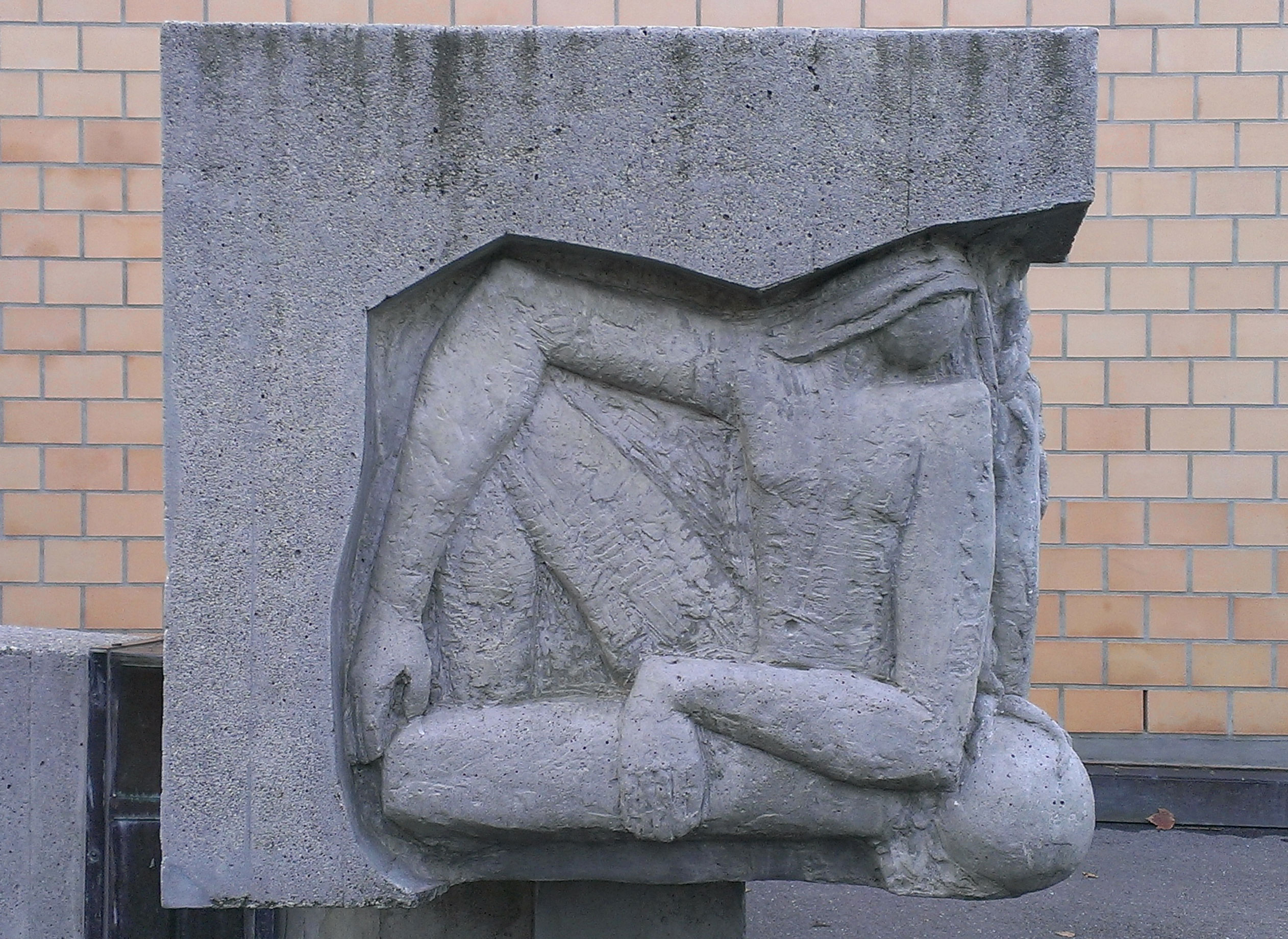
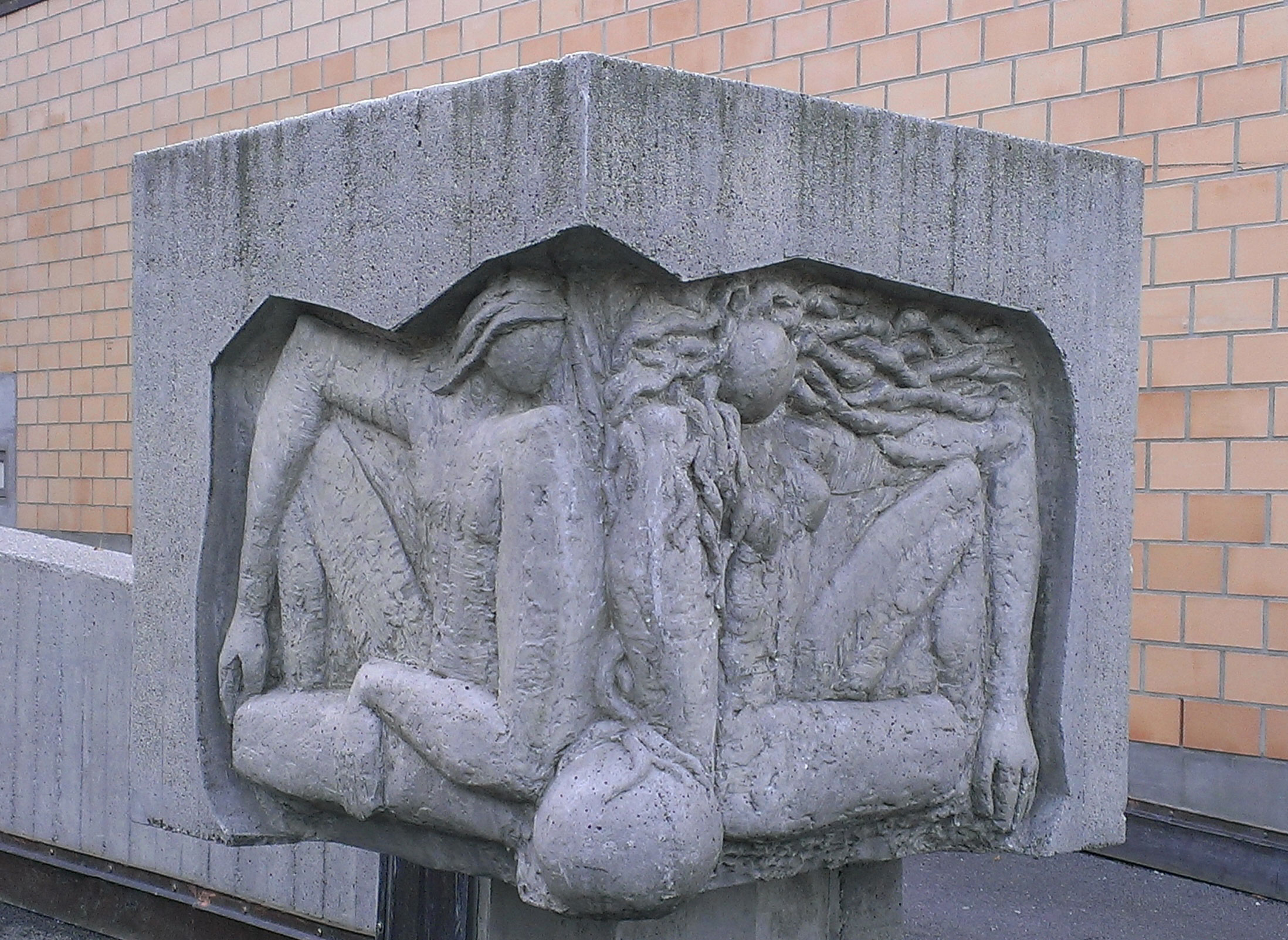
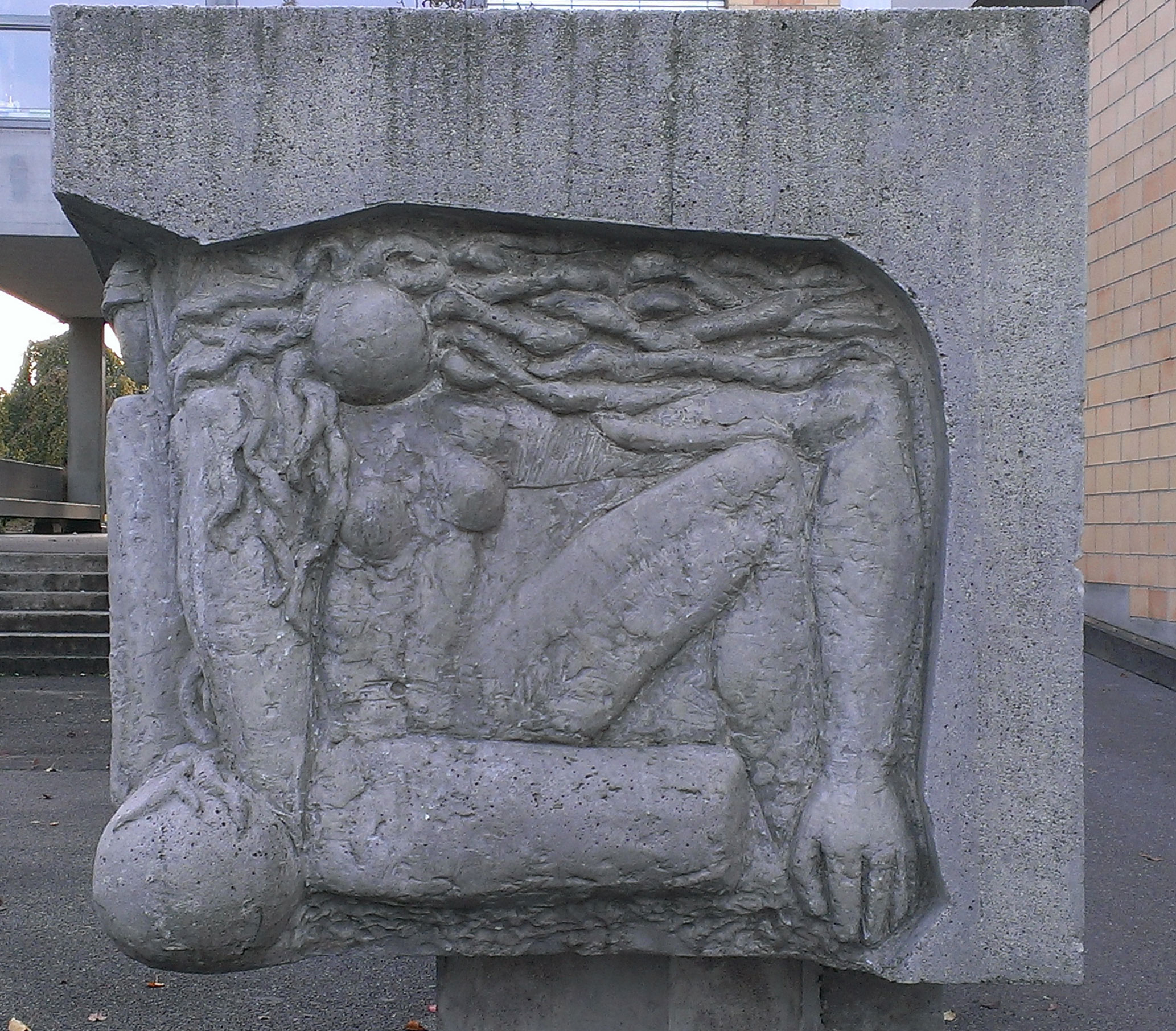

### Sélection d’œuvres
- 2007 : La Migraine, marbre du Portugal, 32x26x46 cm, collection privée
- 2005 : Astralie, marbre de Belgique, 35x30x110 cm, collection privée
- 2002 : Aubergine transgénique, marbre de Belgique, 40x18x21 cm, collection privée
- 2001 : Ricanos, roche de Tavel, 180x70x40 cm, collection privée
- 1998 : Dolore-le cri, roche de Tavel, 65x55x185 cm, collection privée
- 1997 : Pijama, marbre de Carrare, 30x38x87 cm, collection privée
- 1991 : Boule de neige, marbre de Carrare, 32x28x28 cm, collection privée
- 1989 : Rocking chair, marbre verde Alpi, 43x18x24 cm, collection privée
- 1986 : L'Acrobate, 125x85x250 cm, École des Beillans, Jussy (Genève)
- 1986 : Croque-Soleil (anciennement Croque-Monsieur), H. 3,30 m., marbre de Carrare, piscine de Lancy (Genève)
- 1985 : Escarcroc, marbre du Portugal, 35x23x42 cm, collection privée
- 1982 : Cérès, travertin d'Iran, 70x80x180 cm, Parc Chuit, Petit-Lancy (Genève)
- 1981 : Le Silence du philosophe, 110x90x205 cm, marbre blanc, square de la Comédie (Genève)
- 1979 : Éléphant debout, 140x130x310 cm, École de Pâquis-Centre (Genève)
- 1977 : La Lionne, 265x115x150 cm, marbre jaune de Sienne, École de Pâquis-Centre, (Genève)
- 1977 : Le Rhinocéros, 112x100x252 cm, travertin d'Iran, École de Pâquis-Centre, (Genève)
- 1976 : Escargot, travertin, 180x80x90 cm, École du Belvédère, Chêne-Bougeries, Genève
- 1975 : Hibou, roche granite de Bourgogne, 90x90x210 cm, École en Sauvy, Grand-Lancy (Genève)
- 1971 : Hippogratte, calcaire, 20x33x75 cm, collection privée

## Distinctions
- 1959 : Prix Lissignol
- 1959 : Prix Adolf Neumann
- 1960 : Prix Lissignol
- 1962 : Prix Lissignol
- 1962 : Eidgenössisches Kunststipendium
- 1986 : Prix UBS (Décoration de Confédération Centre, Genève)

## Expositions

### Sélection d'expositions personnelles
- 1962 : Galerie Connaître, Genève
- 1969 : Mairie de Sommières
- 1976 : Galerie Now, Genève
- 1981 : Galerie Royag, Zürich
- 1982 : Galerie L'Escapade, Pierre Huber, Cartigny
- 1988 : Ferme de la Chapelle, Grand-Lancy, Genève
- 1990 : Galerie Cour Saint-Pierre, Genève
- 1991 : Galerie Espace intemporel art, Lyon
- 1992 : Le Madilan, Marseille
- 1992 : L'Aiguebrun, Bonnieux
- 1992 : Maison des vins, Avignon
- 1992 : Espace Gard, Conseil général du Gard
- 1994 : Galerie L'Eplattenier, Lausanne
- 1996 : Galerie Le Manoir, La Chaux-de-Fonds
- 1997 : Château Pont-Royal, Bouches du Rhône
- 1997 : Sculptures, ABN AMRO Bank N.V., Monaco
- 1998 : Galerie AR, L'Isle-sur-la-Sorgue
- 2001 : Galerie Horizon, Hermance, Genève
- 2003 : Europ'Art, Foire internationale, Galerie Horizon, Genève
- 2004 : Le Manoir, Cologny, Genève
- 2008 : Galerie Horizon, Hermance, Genève

### Sélection d'expositions collectives
- 1959 : Sculpteurs de Genève, Théâtre de la Cour Saint-Pierre, Genève
- 1961 : Sculptures en plein air, parc des Eaux-Vives, Genève
- 1962 : Sculpteurs de Genève, Musée Rath, Genève
- 1975 : Peintures et Sculptures, Piscine du Grand-Lancy, Genève
- 1976 : Villa Edelstein, Genève
- 1977 : Sculptures en plein air, S.P.S.A.S., Vernier, Genève
- 1980 : Exposition suisse de sculpture, Bienne
- 1981 : Sculptures en plein air, S.P.S.A.A, Vernier, Genève
- 1982 : Exposition des sculpteurs genevois et romands", Esplanade La Part-Dieu, Lyon
- 1982 : L'Amour, galerie de l'Escapade, Cartigny, Genève
- 1984 : Première triennale de sculpture en plein air, parcs et piscine de Lancy, Genève
- 1985 : Sculpteurs de Genève, Jardin botanique de Genève
- 1986 : Schubiger, Polliand, Centre d'art visuel, Genève
- 1989 : Sainte Enimie des arts, ministère de la Culture, Mende
- 1993 : Galerie Saqqârah, collection Georges Marci, Gstaad
- 1993 : Foire de l'art, Hong-Kong
- 1995 : Exposition S.P.S.A.S., section Paris, UNESCO, Paris
- 1995 : Ve Biennale de sculpture, Galerie Marisa de Re, Monte-Carlo avec Arman, Jean Arp, Fernando Botero, Calder, Chadwick, Cordero, Folon, Lalanne, Moore, Paladino, Pomodoro, Stosic, Bernar Venet
- 1996 : Exposition itinérante des Haras nationaux (Paris, Rambouillet, Strasbourg, Cluny, Compiègne, Le Pin, Pompadour, Aurillac, La Roche-sur-Yon, Caen)
- 2006 : Quadriennale de Lancy, Sculpteurs de Genève, Lancy, Genève
- 2007 : Galerie Arthé, Gaujac, Gard
- 2009 : Galerie Ô quai des arts, Vevey

## Collections publiques
- Fonds municipal d'art contemporain de Genève (FMAC), 5 pièces
- Commune de Cologny, 1 pièce

## Sources
- « Daniel Polliand », sur SIKART Dictionnaire sur l'art en Suisse.
- Artistes à Genève : de 1400 à nos jours / sous la dir. de Karine Tissot, Genève : L'APAGe : Notari, 2010,  (ISBN 9782940408153)
- Arts à Carouge : Peintres, Sculpteurs et Graveurs / sous la dir. de Jean M. Marquis ; avec la collab. d'Isabelle Dumaret , Carouge : Ville de Carouge, 2009,  (ISBN 2970032031)
- Daniel Polliand, Genève : [s.n.], 1988, Ouvrage réalisé à l'occasion de l'exposition présentée à Lancy, Ferme de la Chapelle, du 20 mai au 12 juin 1988, sous le titre "Urs Dickerhof : Œuvres graphiques 1967-1987 - Daniel Polliand : sculptures"
- Concours de décoration : un prix, deux sculptures / par Jacques Philippe, In : La Suisse, Genève, 2 septembre 1986
- Jussy : "Acrobate" de marbre aux Beillans, Tribune de Genève, Genève, 12 février 1986
- Sculpteurs suisses contemporains : B & A ou Bex et Arts 1984 / Monique Priscille, In : La Suisse, Genève, 4 septembre 1984
- Bex & [et] Arts 1984 : [Bex du 24 août - 30 septembre 1984, Tour de Duin, Fondation de Szilassy, Château Feuillet, Hôtel de Ville, Salle de Dessin] / organisation: Commune de Bex, Comité Bex & Arts
- Genève se couvre de bustes et statues : inaugurations à la chaîne, In : Journal de Genève, Genève, 7 juillet 1984
- Arts : la tribu de Polliand / A. Pe, In : Tribune de Genève, Genève, 9 novembre 1982
- Exposition : sculptures en plein air à Vernier / O. J., In : Le Courrier, Genève, 21 juin 1981
- Dictionnaire des artistes suisses contemporains / Institut suisse pour l'étude de l'art, Frauenfeld ; Stuttgart : Huber, 1981,  (ISBN 3719307654)
- Œuvres d'art inaugurées aux Pâquis : des sculptures que les enfants ont le plaisir de toucher / Jean-Jacques Marteau, In : Tribune de Genève, Genève, 20 septembre 1979
- Sculpture plein air : exposition de 46 sculpteurs organisée par la Société des peintres, sculpteurs et architectes suisses : au parc de la Mairie de Vernier, du 4 juin au 10 octobre 1977
- Exposition réussie, In : La Suisse, Genève, 17 novembre 1977
- Vernier : rendez la! / par Willy Chevalley, In : La Suisse, Genève, 2 novembre 1977